# Michael Lindsay-Hogg
Michael Edward Lindsay-Hogg, född 5 maj 1940 i New York, New York, är en amerikansk-brittisk regissör. Han har regisserat för TV, film, musikvideor och teater.
Lindsay-Hogg är son till den irländska skådespelaren Geraldine Fitzgerald. Han inledde sin karriär inom brittisk televison och blev en pionjär inom musikvideoproduktion då han regisserade PR-filmer för The Beatles och the Rolling Stones.